# Charles Grant
Charles Grant, 1. baron Glenelg, (26. oktober 1778–23. april 1866) var en skotsk politiker og koloniadministrator.
Han var født i Indien og var den ældste sønnen til Charles Grant som var styreformand for direktørerne i British East India Company. Han uddannede sig ved Magdalene College. Han blev kaldt til skranken i 1807 og blev i 1811 valgt til underhuset som medlem af parlamentet for Inverness Burghs. Han blev siddende til 1818 da han blev valgt som parlamentsmedlem for Inverness-shire.
Han var Lord of the Treasury fra december 1813 til august 1819 da han blev Chief Secretary for Ireland og medlem af det kongelige råd. I 1823 blev han udnævnt som vicepræsident for Board of Trade. Fra september 1827 til juni 1828 var han præsident for Board of Trade og Treasurer of the Navy.
Grant brød med teorierne over reformer og sluttede sig til whigene. Han var præsident over kontrolstyret under Charles Grey og William Lamb fra november 1830 til november 1834. Ved kontrolstyret havde Grant hovedansvaret for loven af 1833 som ændrede konstitutionen til styret af Indien. I april 1835 blev han statssekretær for krig og kolonierne og blev gjort til baron Glenelg.
Hans periode var stormfuld. Hans uenigheder med Benjamin d'Urban, guvernør i Kapkolonien, var alvorlig, men endnu mere alvorlig var hans uenigheder med kong William IV og andre over administrationen af Canada. Lord Glenelg var fremdeles sekretær da den canadiske oprør brød ud i 1837. Hans vaklende og svage politik blev fjendtlig angrebet i parlamentet. Han blev involveret i krangler med John Lambton, og krævede om at fjerne ham fik til og med støttespillere blandt hans kolleger i regeringen. I februar 1839 gik lord Glenelg af. Han er blevet kaldt den sidste af Canningitterne. Hans bror, Robert Grant, var også parlamentsmedlem og senere guvernør i Bombay. 